# Polná na Šumavě
Polná na Šumavě (německy Stein im Böhmerwalde) je obec v okrese Český Krumlov, která byla obnovena 1. ledna 2016, předtím byla součástí vojenského újezdu Boletice. Dochoval se zde kostel svatého Martina. V obci se nachází železniční zastávka na trati České Budějovice – Černý Kříž; na území obce se nachází rovněž železniční zastávka Polečnice. Žije zde 203 obyvatel.

## Historie
První písemná zmínka o vesnici je z roku 1259. Od roku 1263 patřila zlatokorunskému  klášteru. Během husitských válek ves získali Rožmberkové a od té doby do poloviny 19. století ves sdílela osudy krumlovského panství. V letech 1869 až 1930 byla Polná vedena jako osada obce Lštín. Od roku 1902 je v  místě pošta. Od roku 1950 do roku 2015 byla obec součástí vojenského újezdu Boletice.

### Zaniklé osady
- Dětochov
- Hostínov
- Hořičky
- Lštín
- Svíba

### Obnovení obce
V roce 2011 začalo Ministerstvo obrany ČR pod vedením Alexandra Vondry připravovat optimalizaci vojenských újezdů, v jejímž rámci tato vesnice měla být spolu s dalšími osídlenými místy do začátku roku 2015 z újezdu vyčleněna.

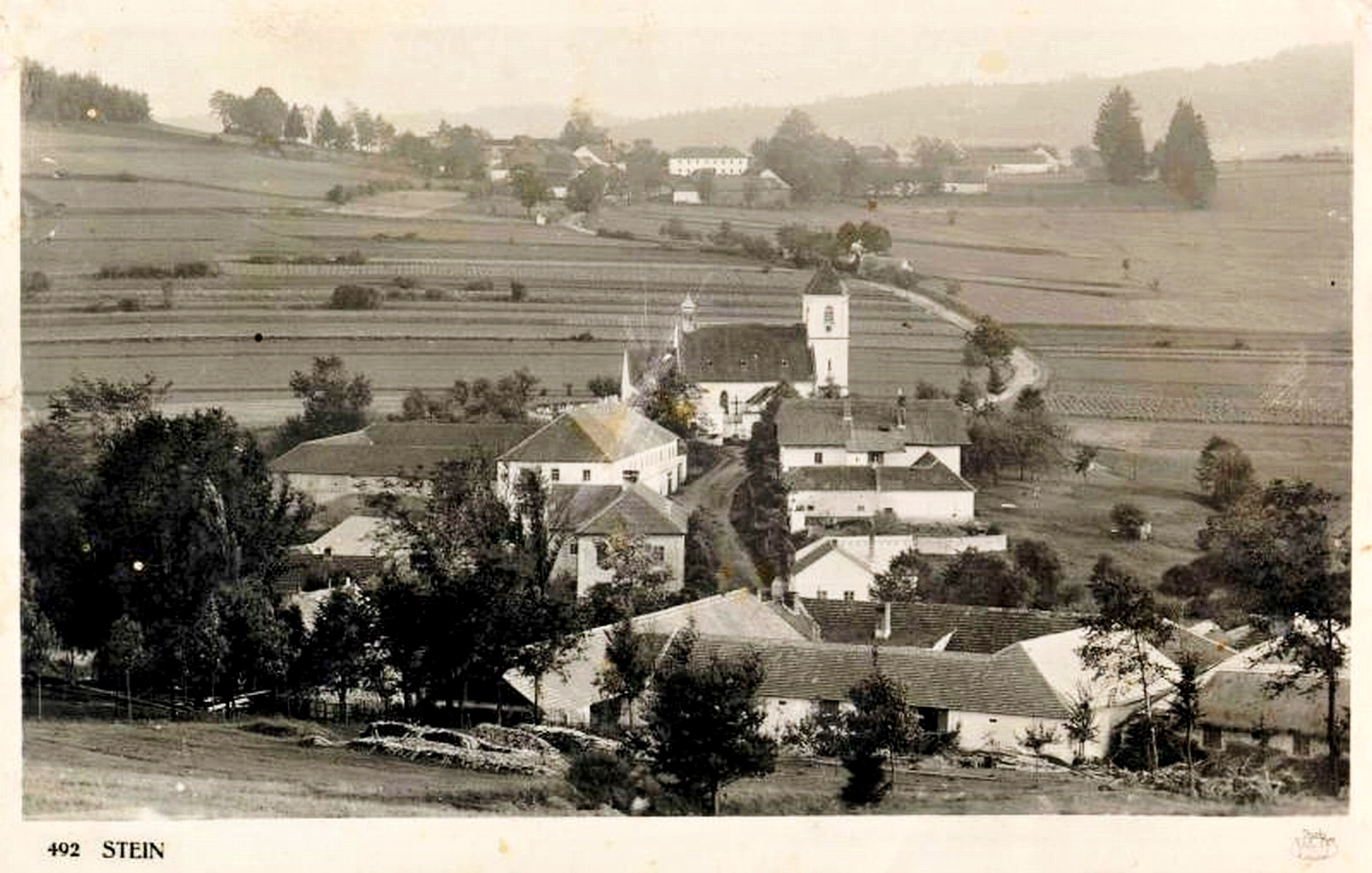
Polná a později zaniklý Lštín (v pozadí) na snímku z první poloviny 20. století

V době rozhodnutí měla Polná 59 obyvatel a Květušín 181 obyvatel. Vláda o zmenšení újezdu od roku 2015 rozhodla na začátku ledna 2012. V pátek 10. února a v sobotu 11. února 2012 uskutečnilo Ministerstvo obrany v dotčených osadách anketu o jejich budoucnosti. V okrsku Květušín se vyjádřilo 63 % obyvatel a v Polné na Šumavě 67 %. Podle ankety Polná na Šumavě spolu s Květušínem měla k roku 2015 utvořit novou obec Polná na Šumavě. Dotčené lesy měly zůstat ve správě státního podniku Vojenské lesy a statky ČR.
K obnovení samostatnosti obce nakonec došlo k 1. lednu 2016 na základě zákona č. 15/2015 Sb., o hranicích vojenských újezdů, kterým se mj. zmenšilo území vojenského újezdu Boletice. Sedmičlenné zastupitelstvo vzešlé z voleb konaných 16. ledna 2016 zvolilo na svém ustavujícím zasedání prvním starostou obce po jejím vyčlenění z vojenského újezdu Jaroslava Pavlíčka.
Dne 25. dubna 2018 bylo schváleno usnesením výboru pro vědu, vzdělání, kulturu, mládež a tělovýchovu udělení znaku a vlajky obce.

## Přírodní poměry
Území obce spadá do evropsky významné lokality v soustavě Natura 2000 s názvem Boletice. Jihozápadně od vesnice se nachází rybník Olšina, na jehož březích leží národní přírodní památka Olšina.

## Části obce
Obec Polná na Šumavě se skládá ze čtyř částí:
- Polná na Šumavě, včetně Polečnice
- Květušín
- Olšina
- Otice

## Pamětihodnosti
- kostel svatého Martina z roku 1488, do roku 1595 filiální kostel boletické farnosti, od téhož roku farní kostel zdejší farnosti[5]
- rybářská bašta u rybníka Olšina

## Galerie

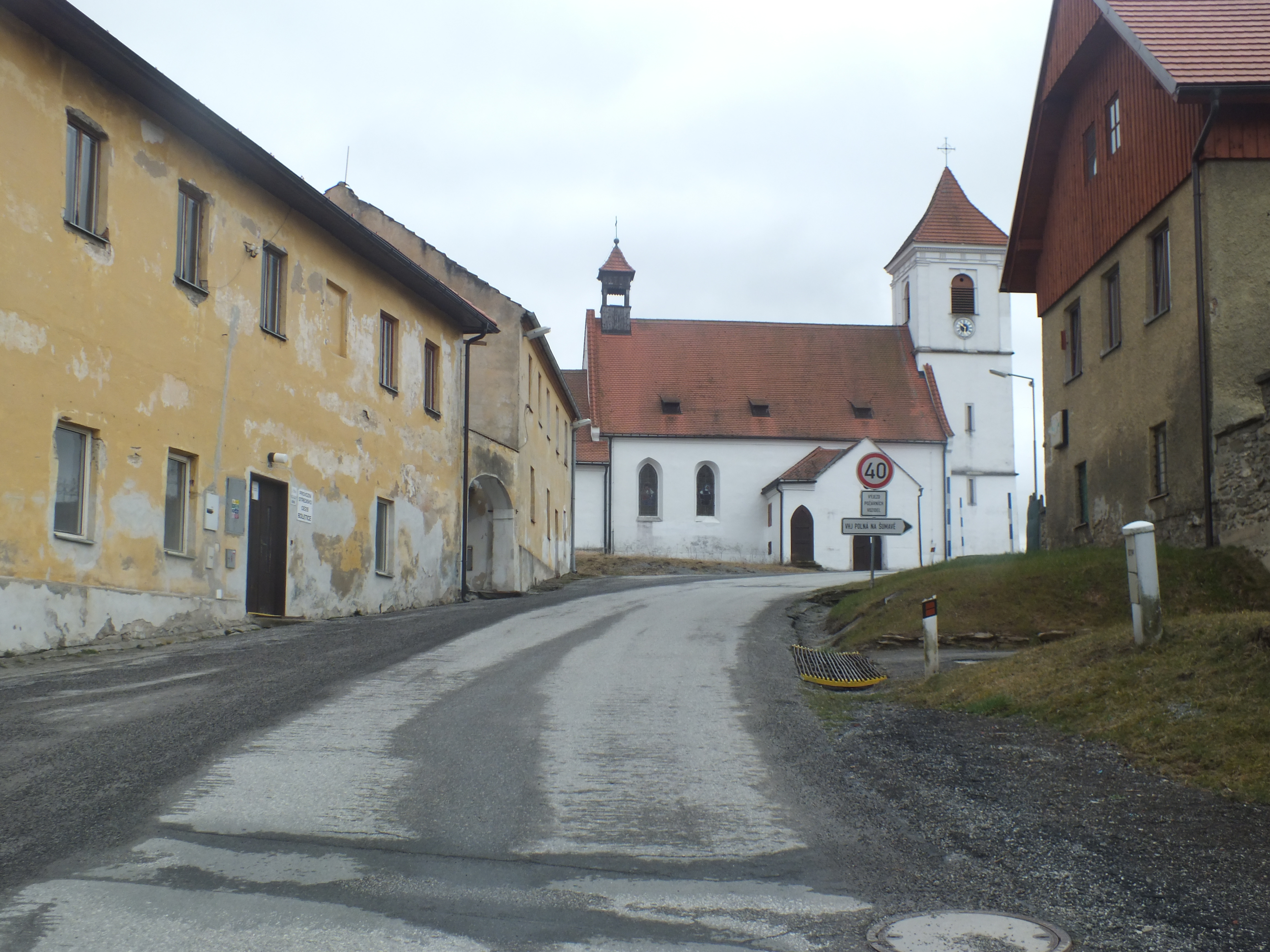
Pohled ke kostelu
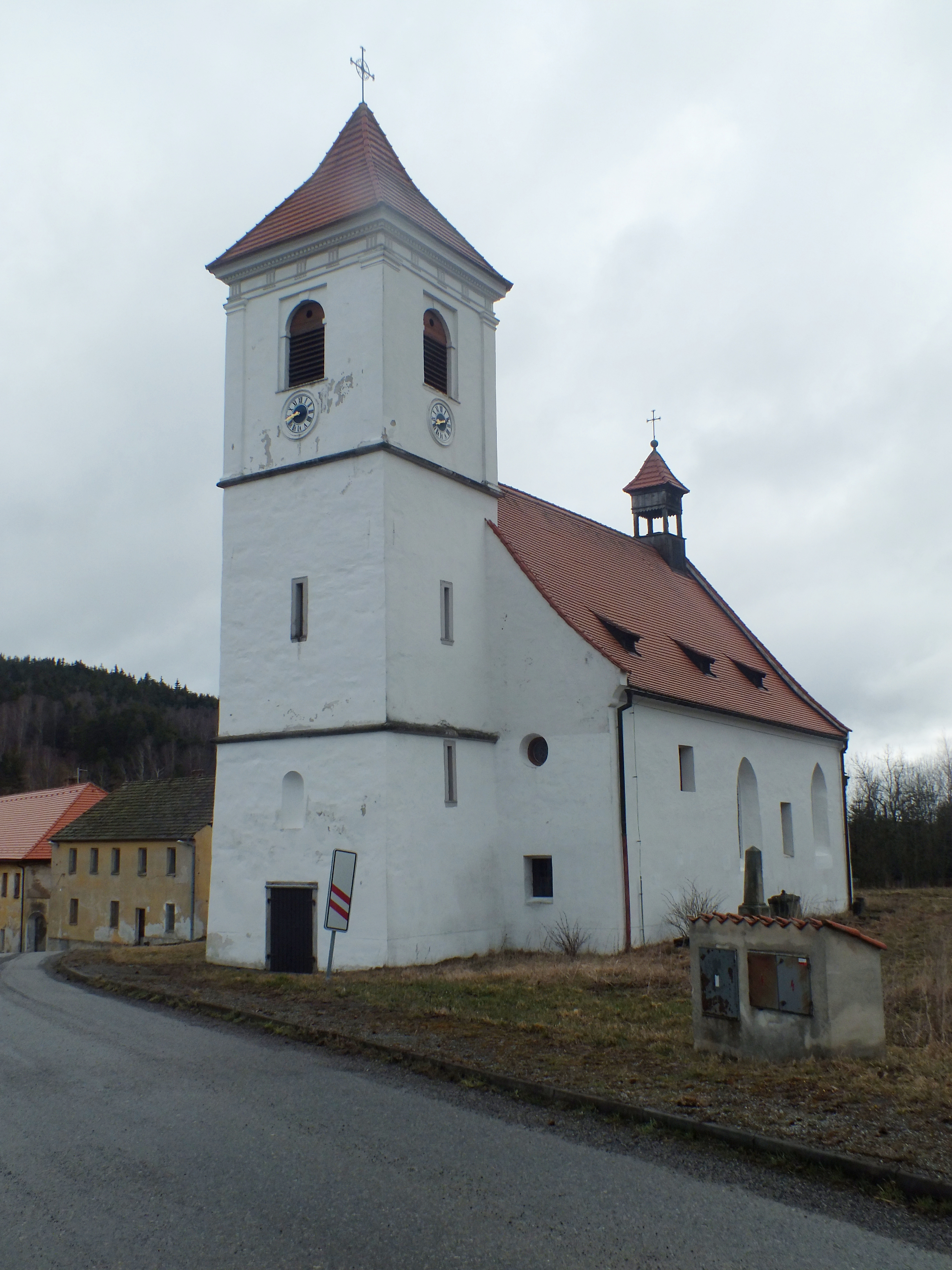
Kostel svatého Martina
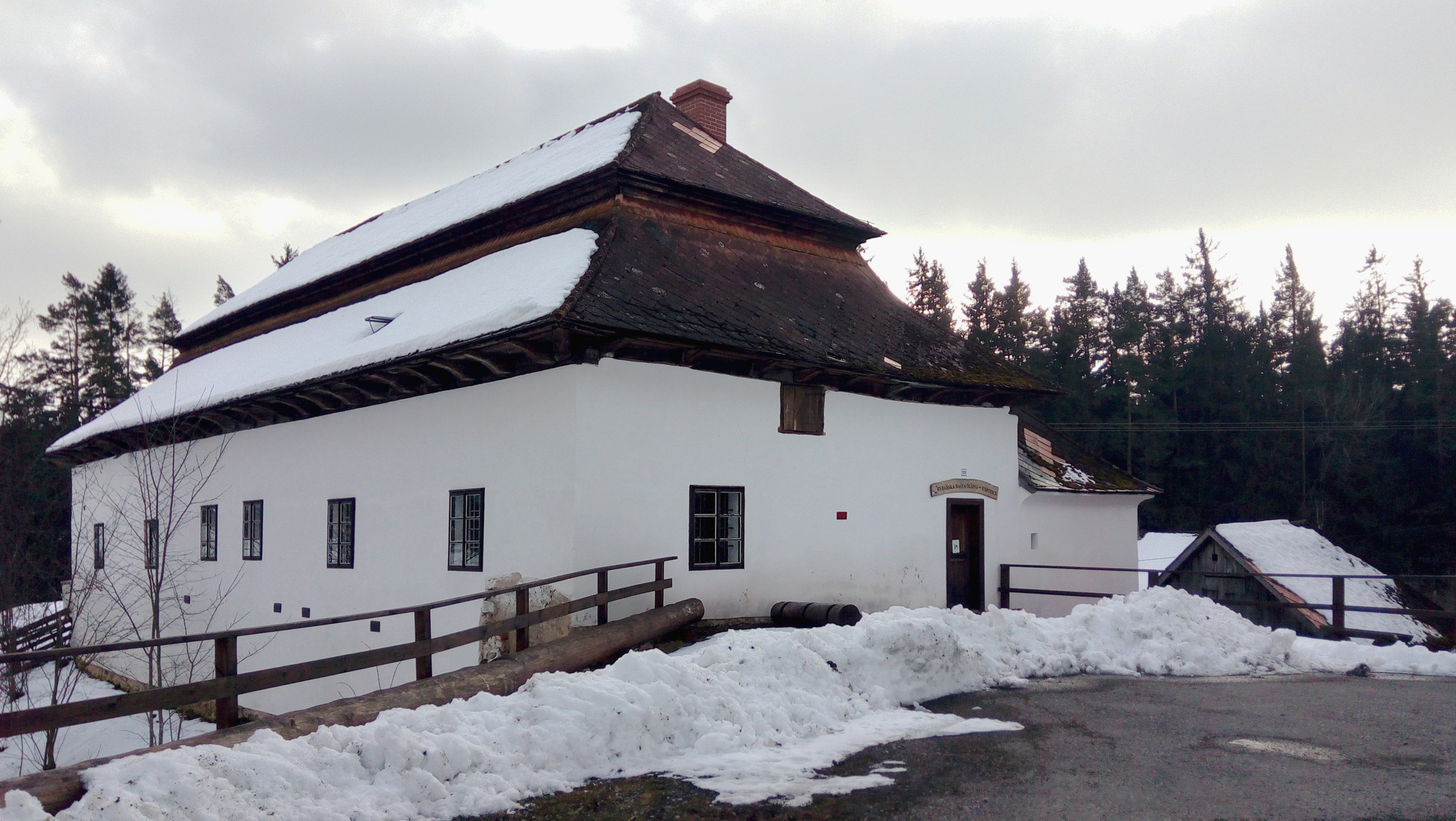
Rybářská bašta
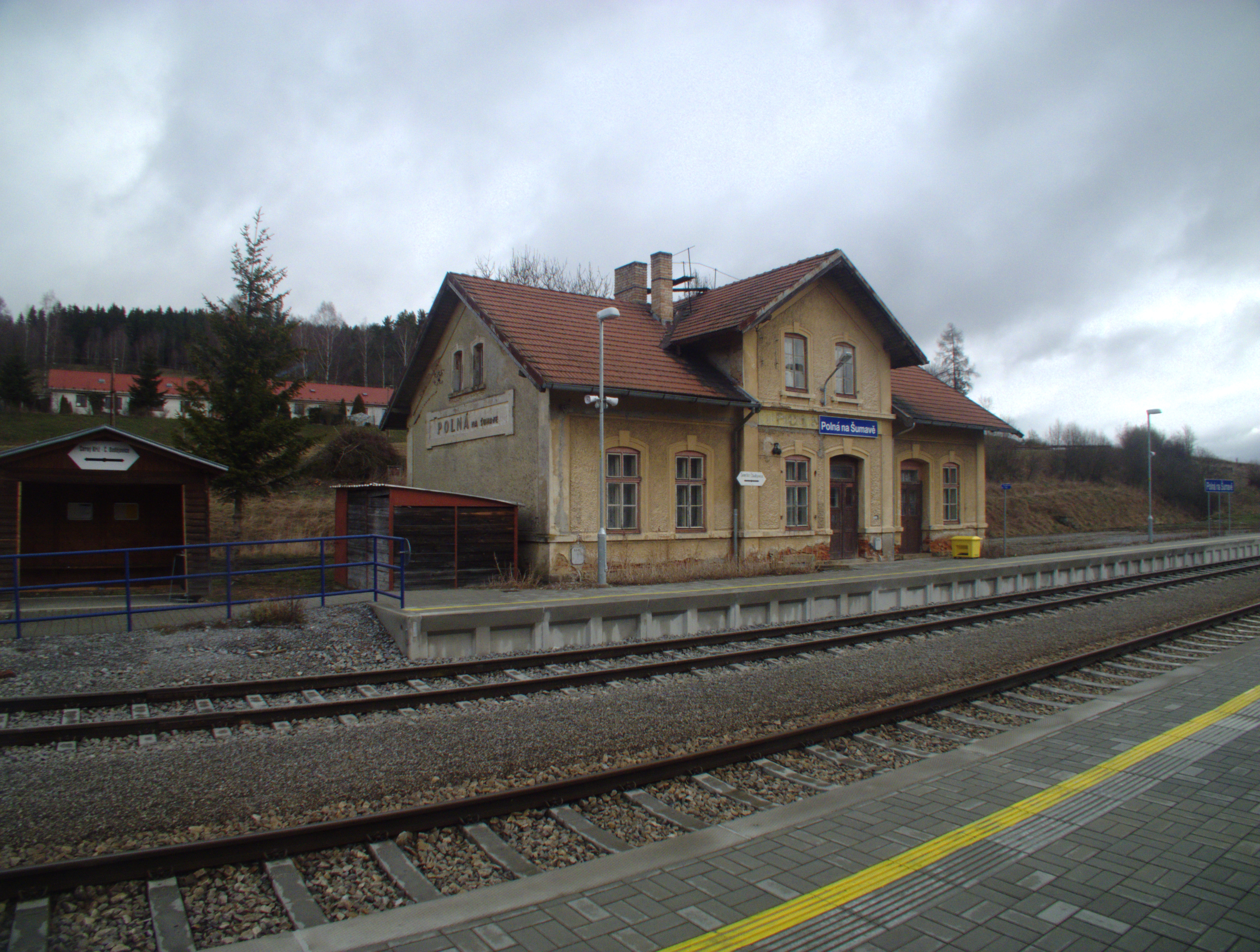
Železniční stanice